# 슈퍼소닉 (영화)
《슈퍼소닉》(Oasis: Supersonic)은 맷 화이트크로스가 감독한 영국의 음악 다큐멘터리 영화이다. 영화는 영국의 록 밴드인 오아시스를 기반으로, 그들의 성공이 절정에 달했던 90년대를 그리고 있다. 아시프 카파디아는 제작 책임자를 맡았다. 민트 픽처스, 넴퍼, 오프 더 코너 필름 등이 제작에 협력했고, 영국에서는 엔터테인먼트 원과 로턴 디스트리뷰션이 배급했다. 대한민국에서는 씨네룩스가 수입 및 배급했다.

## 줄거리
이 영화는 브릿팝 밴드 오아시스의 형성기와 1990년대 성공의 절정기를 묘사하고 있으며, 이 밴드의 멤버들과 그들과 관련된 사람들과 스크린 밖의 인터뷰를 하고, 콘서트 비디오, 동시대의 인터뷰 그리고 무대 뒷부분의 영상을 보관하기 시작했다.

## 출연

### 주연
- 노엘 갤러거
- 리암 갤러거

### 조연
- 폴 아서스
- 페기 갤러거
- 토니 맥캐롤
- 폴 맥기건
- 마크 코일
- 게리 크롤리

## 기타
- 음향편집: Jack Gillies
- 시각효과: 마크 냅튼

## 평가
리뷰 제공 웹사이트 로튼 토마토에서는 44개의 평가를 기반으로 82%의 신선도를 획득했다. 영화 저널리스트 이은선은 10점 만점에 7.33점을 주었고, "뮤지션이 지닌 고유의 개성에 가장 잘 부합하는 연출을 충실하게 고민한 자가 만들 수 있는 최상의 음악 다큐멘터리."라고 평했다. 씨네21의 김성훈은 10점 만점에 7점을 주었고, "영화는 멤버들의 입을 빌려 당시의 상황을 생생하게 전달한다."고 평했다.